# Eurocon 2010

Logo-ul şi premiul Eurocon 2010, Cieszyn, Polonia

Ediția din 2010 a Convenției Europene de Science-Fiction (Eurocon) a avut loc în orașele Cieszyn (Polonia) și Ceski-Tesin (Cehia), simultan cu alte două manifestări dedicate genului: Convenția Poloneză (Polcon) și Convenția Cehă și Slovacă (Parcon). De aceea Euroconul din 2010 a avut denumirea oficială de Tricon.

## Participanți
La Tricon au participat delegații din aproape toate țările europene care au o mișcare science-fiction mai mult sau mai puțin semnificativă. Singura absență notabilă a fost Franța.
În total au fost peste 1.500 de participanți , marea majoritate polonezi, cehi și slovaci. Delegațiile din restul Europei au constituit aproximativ 10% din numărul total de participanți.
Printre invitații de marcă de la Tricon s-au numărat: Andrzej Sapkowski (Polonia), Pavel Weigel (Cehia), Steven Erikson (Canada), Alan Campbell (Scoția), Orson Scott Card (SUA).

### Delegația română
Pentru prima dată după 1995, România a avut o delegație consistentă, formată din:
- Marian Truță (SRSFF Arhivat în 22 mai 2014, la Wayback Machine.)
- George Lazăr (SRSFF)
- Viorel Pîrligras (Craiova)
- Alexandru Maniu (Cenaclul Helion - Timișoara)
- Ileana Bușac (București)
- Dinu Buceceanu (Botoșani)

## Rezultate românești
La ediția din 2010 a Euroconului, România a câștigat o distincție majoră: Best Magazine Award pentru website-ul SRSFF. Ultimele distincții importante obținute de țara noastră la un Eurocon au fost în 1994 pentru: Editura Nemira (Best Publisher), Jurnalul SF (Best Magazine) și Cornel Secu (Best Promoter). Premiul din 2010 obținut de către SRSFF a fost obținut pe o nominalizare făcută de Jonathan Cowie (Marea Britanie). În plus, la secțiunea respectivă (Best Magazine) au fost nu mai puțin de zece nominalizări din diferite țări cu o literatură science fiction bine dezvoltată și reprezentată.
Nominalizările pentru România la această ediție a Euroconului au fost făcute de către Societatea Română de Science Fiction și Fantasy:
- Best Author - George Lazăr
- Best Translator - Mihai-Dan Pavelescu
- Best Publisher - Millenium Press
- Best Promoter - Cristian Tamaș
- Best Artist - Alex Popescu

## Rezultatele alegerilor ESFS
La fiecare trei ani au loc alegeri pentru conducerea Societății Europene de Science Fiction - ESFS. La ediția din 2010 au fost organizate alegeri pentru desemnarea unei noi conduceri ESFS. În urma votului a rezultat că majoritatea delegațiilor doresc păstrarea status-quo-ului. Astfel, David Lally ( Irlanda)a rămas președinte pentru încă un mandat de trei ani (ultimul mandat), Roberto Quaglia ( Italia) vice-președinte, Bridget Wilkinson ( Regatul Unit) secretar și Piotr Cholewa ( Polonia) trezorier. 